# Piłka nożna w Anglii (1902/1903)
Sezon 1902/1903 był 32. w historii angielskiej piłki nożnej.

## Zwycięzcy poszczególnych rozgrywek klubowych w Anglii
| Rozgrywka       | Zwycięzca           |
| --------------- | ------------------- |
| First Division  | Sheffield Wednesday |
| Second Division | Manchester City     |
| FA Cup          | Bury                |

## Rozgrywki ligowe

### First Division
|    |                         | M  | Z  | R | P  | B+ | B- | RB    | Pkt |
| -- | ----------------------- | -- | -- | - | -- | -- | -- | ----- | --- |
| 1  | Sheffield Wednesday     | 34 | 19 | 4 | 11 | 54 | 36 | 1.500 | 42  |
| 2  | Aston Villa             | 34 | 19 | 3 | 12 | 61 | 40 | 1.525 | 41  |
| 3  | Sunderland              | 34 | 16 | 9 | 9  | 51 | 36 | 1.417 | 41  |
| 4  | Sheffield United        | 34 | 17 | 5 | 12 | 58 | 44 | 1.318 | 39  |
| 5  | Liverpool               | 34 | 17 | 4 | 13 | 68 | 49 | 1.388 | 38  |
| 6  | Stoke City              | 34 | 15 | 7 | 12 | 46 | 38 | 1.211 | 37  |
| 7  | West Bromwich Albion    | 34 | 16 | 4 | 14 | 54 | 53 | 1.019 | 36  |
| 8  | Bury                    | 34 | 16 | 3 | 15 | 54 | 43 | 1.256 | 35  |
| 9  | Derby County            | 34 | 16 | 3 | 15 | 50 | 47 | 1.064 | 35  |
| 10 | Nottingham Forest       | 34 | 14 | 7 | 13 | 49 | 47 | 1.043 | 35  |
| 11 | Wolverhampton Wanderers | 34 | 14 | 5 | 15 | 48 | 57 | 0.842 | 33  |
| 12 | Everton                 | 34 | 13 | 6 | 15 | 45 | 47 | 0.957 | 32  |
| 13 | Middlesbrough           | 34 | 14 | 4 | 16 | 41 | 50 | 0.820 | 32  |
| 14 | Newcastle United        | 34 | 14 | 4 | 16 | 41 | 51 | 0.804 | 32  |
| 15 | Notts County            | 34 | 12 | 7 | 15 | 41 | 49 | 0.837 | 31  |
| 16 | Blackburn Rovers        | 34 | 12 | 5 | 17 | 44 | 63 | 0.698 | 29  |
| 17 | Grimsby Town            | 34 | 8  | 9 | 17 | 43 | 62 | 0.694 | 25  |
| 18 | Bolton Wanderers        | 34 | 8  | 3 | 23 | 37 | 73 | 0.507 | 19  |

### Second Division
|    |                      | M  | Z  | R  | P  | B+ | B- | RB    | Pkt |
| -- | -------------------- | -- | -- | -- | -- | -- | -- | ----- | --- |
| 1  | Manchester City      | 34 | 25 | 4  | 5  | 95 | 29 | 3.276 | 54  |
| 2  | Birmingham City      | 34 | 24 | 3  | 7  | 74 | 36 | 2.056 | 51  |
| 3  | Woolwich Arsenal     | 34 | 20 | 8  | 6  | 66 | 30 | 2.200 | 48  |
| 4  | Bristol City         | 34 | 17 | 8  | 9  | 59 | 38 | 1.553 | 42  |
| 5  | Manchester United    | 34 | 15 | 8  | 11 | 53 | 38 | 1.395 | 38  |
| 6  | Chesterfield         | 34 | 14 | 9  | 11 | 67 | 40 | 1.675 | 37  |
| 7  | Preston North End    | 34 | 13 | 10 | 11 | 56 | 40 | 1.400 | 36  |
| 8  | Barnsley             | 34 | 13 | 8  | 13 | 55 | 51 | 1.078 | 34  |
| 9  | Port Vale            | 34 | 13 | 8  | 13 | 57 | 62 | 0.919 | 34  |
| 10 | Lincoln City         | 34 | 12 | 6  | 16 | 46 | 53 | 0.868 | 30  |
| 11 | Glossop North End    | 34 | 11 | 7  | 16 | 43 | 58 | 0.741 | 29  |
| 12 | Gainsborough Trinity | 34 | 11 | 7  | 16 | 41 | 59 | 0.695 | 29  |
| 13 | Burton United        | 34 | 11 | 7  | 16 | 39 | 59 | 0.661 | 29  |
| 14 | Blackpool            | 34 | 9  | 10 | 15 | 44 | 59 | 0.746 | 28  |
| 15 | Leicester City       | 34 | 10 | 8  | 16 | 41 | 65 | 0.631 | 28  |
| 16 | Doncaster Rovers     | 34 | 9  | 7  | 18 | 35 | 72 | 0.486 | 25  |
| 17 | Stockport County     | 34 | 7  | 6  | 21 | 39 | 74 | 0.527 | 20  |
| 18 | Burnley              | 34 | 6  | 8  | 20 | 30 | 77 | 0.390 | 20  |

M = rozegrane mecze; Z = zwycięstwa; R = remisy; P = porażki; B+ = bramki zdobyte; B- = bramki stracone; RB = stosunek bramek zdobytych do bramek straconych; Pkt = punkty